# 풍도둥굴레
풍도둥굴레는 대한민국 경기도 안산시 풍도의 해안 초지에서 무리지어 자라는 여러해살이풀이다. 높이는 47~82cm이다. 둥굴레의 변종이다.

## 뿌리
- 땅속에 옆으로 길게 벋는 굵은 뿌리줄기가 있다.

## 줄기
- 위쪽에서 비스듬히 휘어지며 능선이 있다.

## 잎
- 9~19개가 2줄로 어긋나게 달리고 타원형이며 끝이 뾰족하다. 뒷면 백 위와 가장자리에 털이나 돌기가 없다.

## 꽃
- 5월에 잎겨드랑이에서 나온 1~3cm 꽃대에 1~4개의 백록색 꽃이 아래를 향해 핀다. 선형의 포엽이 달리기도 하며 매우 큰 것도 발견된다. 화관은 대개 가운데가 볼록한 항아리 모양이고 끝이 6개로 갈라진다. 수술은 6개이고 대개 화관의 중앙부에 딸린다. 암술은 수술보다 길다.

## 열매
- 구형의 장과이고 검은색이다.

## 유래
- 풍도에서 자라는 둥굴레 종류라는 뜻의 이름이다.